# 島津久柄
島津 久柄（しまづ ひさもと）は、日向国佐土原藩8代藩主。

## 生涯
享保19年（1734年）6月21日、第7代藩主・忠雅の三男として生まれる。宝暦3年（1753年）12月11日、父の隠居により家督を継ぐ。しかし明和6年（1769年）に佐土原大地震や城下町の大火事、安永7年（1778年）にも大地震が起こって大被害を受けるなど、藩政は多難を極め、藩財政も悪化した。このため、製紙業を専売化している。また、久柄には主君としての統率力がなく、そのために家臣団の間で天明騒動と呼ばれる権力闘争が起こった。このような中で天明5年（1785年）5月23日、家督を三男・忠持に譲って隠居し、文化2年（1805年）8月13日に死去した。享年72。

## 薩摩藩主島津重豪との関係
久柄が家督相続した2年後の宝暦5年（1755年）、薩摩藩主島津重年が死去し、世子忠洪が薩摩藩主を相続したが、幼少であったため、久柄が忠洪の代理人として江戸城に登り、襲封の許可を得ている。忠洪は宝暦8年（1758年）6月13日に重豪に改名する。後に垂水島津家当主で重豪の外祖父でもある島津貴儔の娘を重豪養妹として迎える。

## 系譜
父母
- 島津忠雅（父）
- 鳥居忠瞭の娘（母）

正室
- 梅 ー 島津重豪の義妹、島津貴儔の娘

側室
- 酒匂氏

子女
- 島津忠持（三男）生母は梅（正室）
- 島津久充（五男）
- 島津久儔（六男）
- 久留島通同正室
- 九鬼隆張正室
- 樺山久年室